# Austrosynapha pseudoreducta
Austrosynapha pseudoreducta är en tvåvingeart som beskrevs av Duret 1977. Austrosynapha pseudoreducta ingår i släktet Austrosynapha och familjen svampmyggor. Inga underarter finns listade i Catalogue of Life.